# Saint-Martin-de-Villereglan
Saint-Martin-de-Villereglan es una localidad y comuna francesa, situada en el departamento del Aude en la región de Languedoc-Roussillon. 
Geográficamente la comuna está situada en la confluencia de los ríos Sou y Gué.
A sus habitantes se les conoce por el gentilicio Villereglanais.

## Demografía
| 213 | 227 | 172 | 190 | 223 | 248 |
| Para los censos de 1962 a 1999 la población legal corresponde a la población sin duplicidades (Fuente: INSEE [Consultar]) |     |     |     |     |     |

(Población sans doubles comptes según la metodología del INSEE).